# Schicht (Unternehmen)

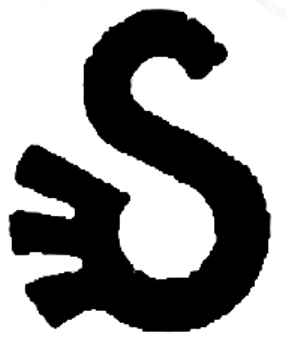
Firmenlogo der Georg Schicht AG

Die Georg Schicht AG, ursprünglich ansässig in der Großgemeinde Schreckenstein, einem Stadtteil von Aussig an der Elbe in Böhmen, war ein bedeutendes Unternehmen der chemischen Industrie. Unter der Führung von Johann Schicht entwickelte sie sich zum führenden Hersteller von Seifen und Hygieneprodukten in Europa. 1929 gehörte die Schicht AG zu den Mitbegründern von Unilever und wurde als Markenname noch bis in die 1950er Jahre beibehalten.
Die von Schicht verwendeten Markennamen Schicht-Seife und Hirsch-Seife wurden zu Gattungsbegriffen für Kernseife in Tschechien und Österreich.

## Geschichte
Das Unternehmen hat seine Wurzeln bei dem Häusler und Fleischhauer Georg Schicht. Im Jahr 1848 erhielt er die Genehmigung zur Produktion und zum Verkauf von Seifen in der Region um Reichenberg und begann noch im selben Jahr mit der Seifenherstellung in seinem Wohnhaus im nordböhmischen Ringelshain. Sein beruflicher Erfolg ermöglichte es ihm, 1867 eine neu errichtete Seifensiederei zu eröffnen.

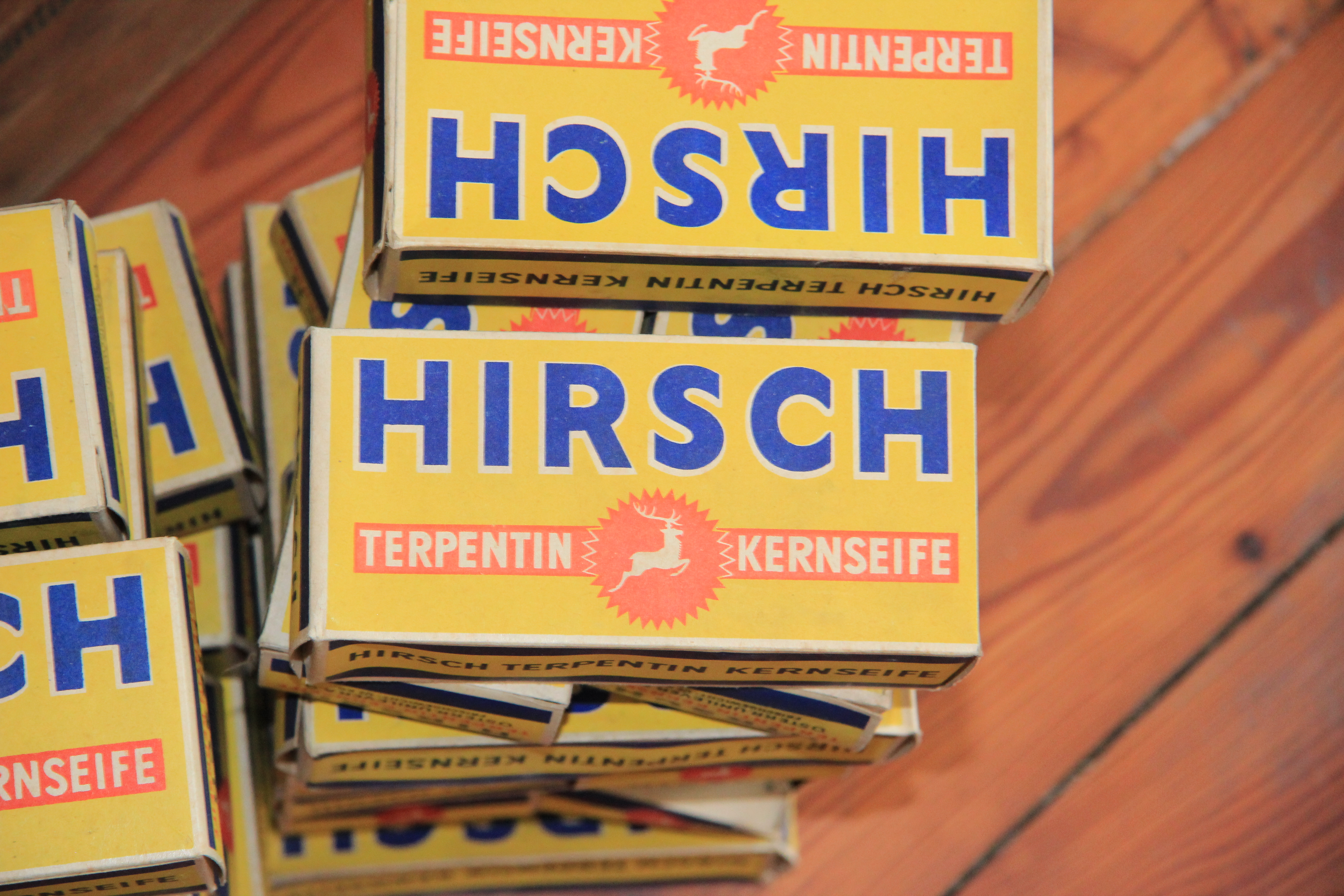
Bekanntestes Produkt von Georg Schicht war die Schicht- oder Hirsch-Seife

Im Jahr 1878 übergab Schicht sen., Vater von neun Kindern, das Unternehmen an seine Söhne Josef (1851–1923), Franz (1853–1924) und Johann, während der jüngste Sohn Heinrich (1857–1929) erst später in die Unternehmensführung aufgenommen wurde. Der 1849 geborene Sohn Georg III. gründete in Wien einen eigenen Betrieb.
Die Brüder erweiterten das Absatzgebiet des väterlichen Unternehmens, indem sie Verkaufsfilialen in Aussig, Reichenberg und Teplitz errichteten. Mit dem Bau der Österreichischen Nordwestbahn im Jahr 1873 hatte Johann Schicht die zukunftsweisende Idee, die Produktion in den Verkehrsknotenpunkt Aussig zu verlegen, um die Transportprobleme von Rohstoffen und Fertigprodukten zu lösen. Im Jahr 1882 setzten die Brüder Schicht ihre Idee der Expansion in die Tat um und errichteten an der Station Schreckenstein in Krammel eine Fabrik, die im darauffolgenden Jahr in Betrieb genommen wurde.
Während sich Johann Schicht nun um die neue Fabrik bei Aussig kümmerte, lenkte sein Bruder Heinrich die Produktion in Ringelshain. Ab 1885 wuchs das kleine Unternehmen mit zunächst lediglich zwölf Beschäftigten exponentiell an. Erzeugt wurden neben Seifen eine Menge anderer Artikel, wie beispielsweise Kerzen und Margarine. Johann Schicht erkannte bald die Bedeutung von importierten tropischen Ölen für die Seifenherstellung und richtete in der Folge weitere Produktionsstätten in der Fabrik ein, so 1887 zur Herstellung von Palmöl und 1891 für Wasserglas, 1896 folgte die Erzeugung von Stearin und 1896 von Glyzerin. Bereits 1894 war die Feinseifenerzeugung aufgenommen worden, die Schicht-Seife oder (nach dem Logo, einem springen Hirschen) Hirschseife wurde rasch zum Gattungsbegriff für Kernseife. 1894 wurde auf der hygienischen Ausstellung in Wien der Firma Georg Schicht in Aussig a. d. Elbe auf ihre „Patentseife“ die goldene Medaille zuerkannt.
Um 1900 gründete Wilhelm Schicht in Ringelshain die Nährmittelwerke Ceres, benannt nach der Göttin Ceres. Dieser Markenname bezeichnete in der Folge zahlreiche Lebensmittel, zunächst Fruchtsäfte aus Ringelshain. Spätestens ab 1905 wurde unter Ceres vor allem Kokosfett aus Ringelshain und Aussig bezeichnet, dieser Markenname ist auch heute noch in Verwendung. Das Unternehmen Schicht errichtete daneben auch eine eigene Maschinenfabrik und eine Schmiede, betrieb Kohlenminen und Kraftwerke. Es investierte auch in einige Chemie- und Lebensmittelerzeugungsunternehmen. Eine Niederlassung wurde 1906 in Mährisch Ostrau gegründet.
Wegen gesundheitlicher Probleme wandelte Johann Schicht das Einzelunternehmen im Jahr 1906 mit Hilfe der Anglo-Österreichischen Bank in eine Aktiengesellschaft um, an der die Familie Schicht zu 80 % beteiligt war. Das Firmenkapital betrug 10 Millionen Kronen. Als Johann Schicht im Jahr 1907 starb, hatte die Georg Schicht AG rund 1.800 Beschäftigte. Sein Sohn Heinrich Schicht (1880–1959; er entwickelte u. a. das erfolgreiche Waschmittel Frauenlob) folgte als Präsident des Unternehmens nach, während Sohn Georg IIII. (1884–1961) als Vizepräsident und kaufmännischer Direktor die Leitung des Unternehmens übernahm. 1911 erfolgte die Fusion mit dem bisher größten heimischen Konkurrenten, der 1839 gegründeten Ersten österreichische Seifensieder-Gewerks-Gesellschaft „Apollo“ in Wien. Deren bisherige Eigentümer, Felix und Max Fischer, erhielten Aktien der Georg Schicht AG und wurden in den Vorstand berufen.

Werbung für Schicht-Seife

In den Jahren 1912/13 erfolgte die schrittweise Übernahme der Firma Emanuel Khuner & Sohn (Marke Kunerol) in Wien-Atzgersdorf, mit der sich die Schicht AG schon seit 1906 in erbittertem Konkurrenzkampf befunden hatte. Das Unternehmen blieb jedoch eigenständig und wurde weiterhin von Paul und Georg Khuner geführt. Diese erhielten den Kaufpreis nicht wie üblich in Aktien, sondern in bar. Nach diesen teilweise geheimgehaltenen Transaktionen stieg die Georg Schicht AG zum größten chemischen Betrieb Europas auf und war für 90 % der Speisefetterzeugung Österreich-Ungarns verantwortlich. Dieser Geschäftszweig machte jedoch nur 8 % des Verkaufserlöses des Unternehmens aus, das am Vorabend des Ersten Weltkriegs rund 5.000 Mitarbeiter zählte.
1916 gründete Schicht in Wien als Verkaufsgesellschaft für Kosmetikprodukte die Parfümerie Elida. 1917 gründete Georg IIII. Schicht die Finanzierungsgesellschaft Limmat in Zürich und mit der Heima in Amsterdam eine Gesellschaft zur Rohstoffbeschaffung, beide in neutralen Staaten gelegen, deren Gewinne für das im Bereich der Mittelmächte gelegene Gesamtunternehmen lebenswichtig waren.
Nach dem Zerfall der Donaumonarchie fielen bis zu 75 % des Marktes für das Unternehmen weg. Dieses wurde in der Folge geteilt und neben dem Stammhaus in Schreckenstein im Jahr 1924 die Österreichische Georg Schicht AG als Tochterfirma zur Wahrung der Interessen in der neu entstandenen Republik Österreich gegründet, im Aufsichtsrat saßen ausschließlich Familienmitglieder. Im Jahr 1923 eine neue Margarinefabrik in Atzgersdorf gebaut und die Margarinemarke Thea auf den Markt gebracht. 1925 wurde die Firma F. A. Sarg’s Sohn & Co. in Wien-Liesing übernommen, welche die weltweit erste Zahnpasta in Tuben unter dem Markennamen Kalodont herstellte.

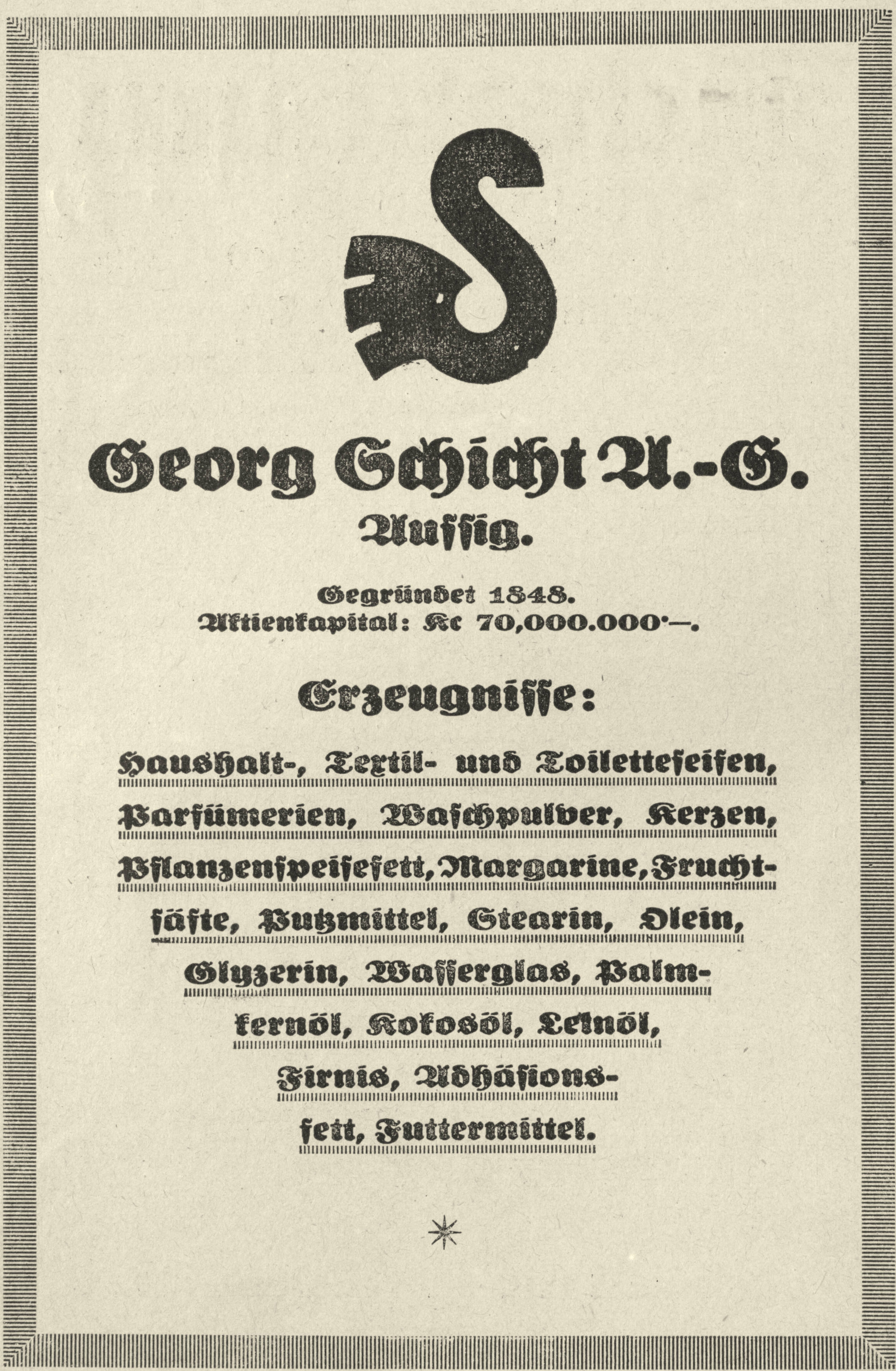
Annonce der Schicht A.G. 1926

Am 26. April 1929 kam in Aussig an der Elbe der erste Tonfilm in der Tschechoslowakei zur Aufführung, ein Werbespot der Georg Schicht AG.
Nachdem bereits vor dem Ersten Weltkrieg Sondierungsgespräche mit den niederländischen Margarineproduzenten van den Bergh und Jurgens sowie den britischen Lever Brothers gab, schritt man Ende der 1920er Jahre zum Zusammenschluss. Im Jahr 1929 wurde aus zehn Unternehmen der Branche, unter ihnen die Georg Schicht AG, der Konzern Unilever gegründet. Georg und Franz Schicht (1891–1972) wurden in den Aufsichtsrat des Konzerns nach London berufen, während Heinrich weiterhin die Produktion in Schreckenstein leitete, wo eine Zentrale für Mittel- und Osteuropa entstand. Die Österreichische Georg Schicht AG besaß nach der Fusion fünf Fabriken in Wien und Klosterneuburg mit rund tausend  Mitarbeitern.

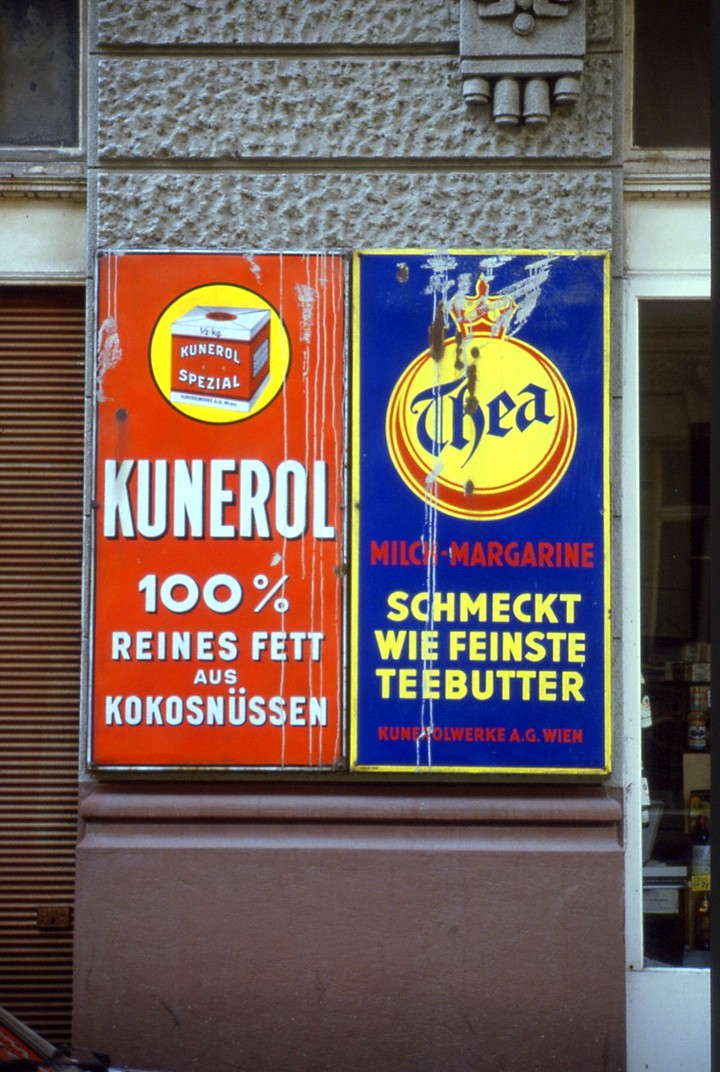
Werbeschilder für Kunerol und Thea-Margarine

Im Jahr 1939, nach dem Anschluss Österreich und dem Einmarsch deutscher Truppen in der Tschechoslowakei, wurden die Tochterfirmen mit Unilever Deutschland verschmolzen. Während Georg Schicht von London aus die Tschechoslowakische Exilregierung unterstützte, verblieb Heinrich im nun im Deutschen Reich gelegenen Unternehmen und führte dieses bis 1945 weiter. 1946 wurden die in der Tschechoslowakei gelegenen Produktionsstätten sowie wie der Besitz der Familie Schicht aufgrund der Beneš-Dekrete enteignet und in der Folge verstaatlicht. Ein Einspruch seitens Unilever blieb wirkungslos. Von den österreichischen Betrieben existierten nur doch die Standorte in Simmering und Atzgersdorf, wovon letzterer in der sowjetischen Besatzungszone lag und der USIA angehörte. Immerhin gelang es, den erneut als Österreichische Georg Schicht AG firmierenden Betrieb für eine Lohnherstellung für das stark von Kriegsereignissen gezeichnete und ab 1946 als Unilever firmierende Werk in Simmering zu bewegen.
Der Markenname Schicht wurde von Unilever noch bis in die 1950er Jahre für Waschmittel und Seife verwendet.

### Aktuell

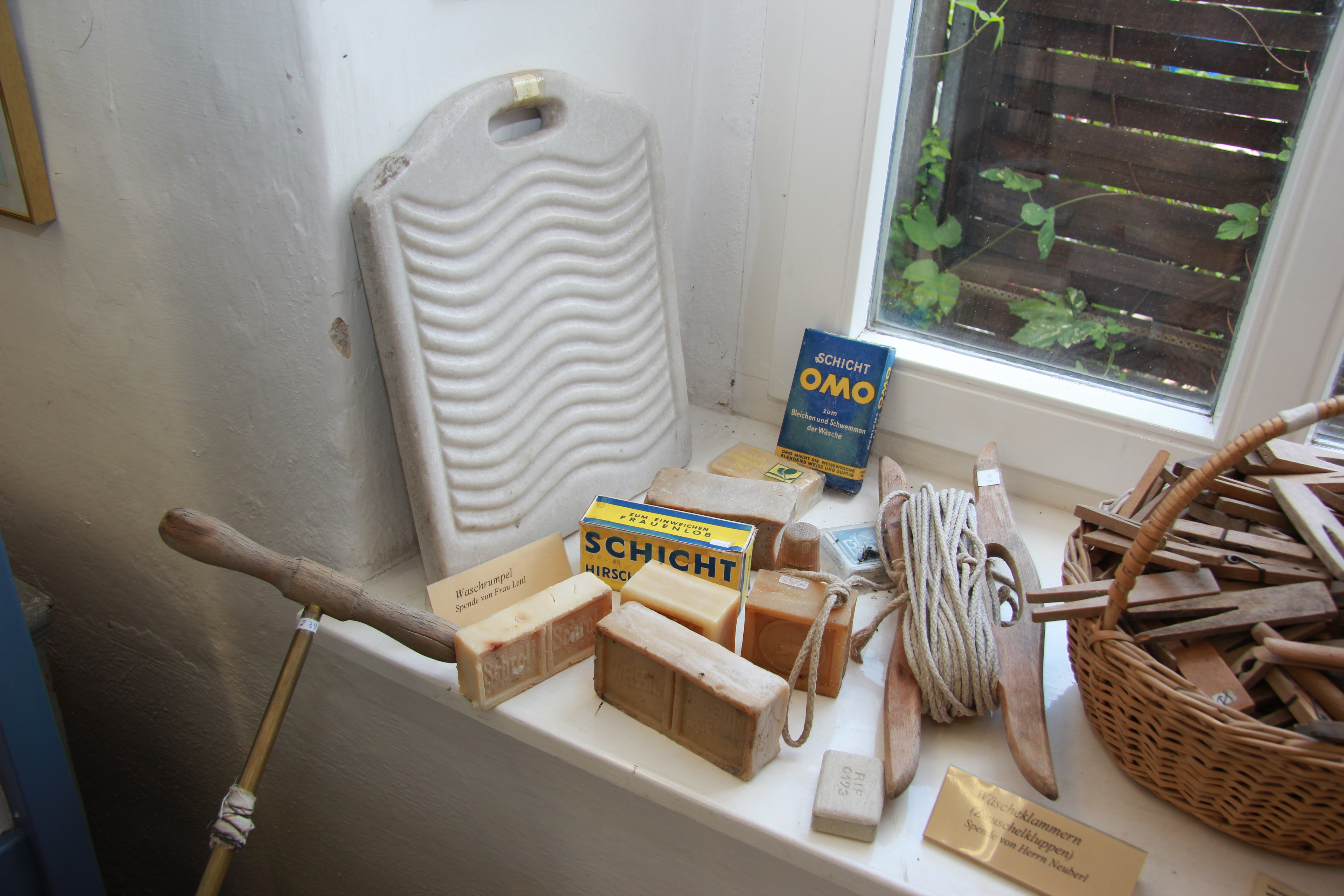
Unilever verwendet nach wie vor Marken wie OMO

Die Marke Kuner wird von Unilever nach wie vor für Mayonnaise und Saucen verwendet, ebenso die Marke Thea für Margarine zum Backen sowie OMO für Waschmittel. Die Marke Ceres wurde von Unilever 2004 an die Firma Vereinigte Fettwarenindustrie (VFI, ehemals Estermann) in Wels verkauft.
Das in Lochau in Vorarlberg ansässige Nachfolgeunternehmen Hirsch GmbH bringt nach wie vor neben Waschmittel auch Kernseife der Marke Hirsch unter der Bezeichnung Schicht Seife auf den Markt.